# Landskapsmålaren Frederik Sødring
Landskapsmålaren Frederik Sødring (danska: Portræt af landskabsmaleren Frederik Sødring) är en oljemålning från 1838 av den danske konstnären Christen Købke. Målningen tillhör Den Hirschsprungske Samling i Köpenhamn.
Købke målning porträtterar vännen och landskapsmålaren Frederik Sødring som han delade ateljé med på Toldbodvej, nuvarande Esplanaden, i Köpenhamn. Målningen var en present från Købke till Sødring på dennes 23-års dag.